# Ampedus phoenicium
Ampedus phoenicium là một loài bọ cánh cứng trong họ Elateridae. Loài này được Platia miêu tả khoa học năm 2001.